# Geographie Europas

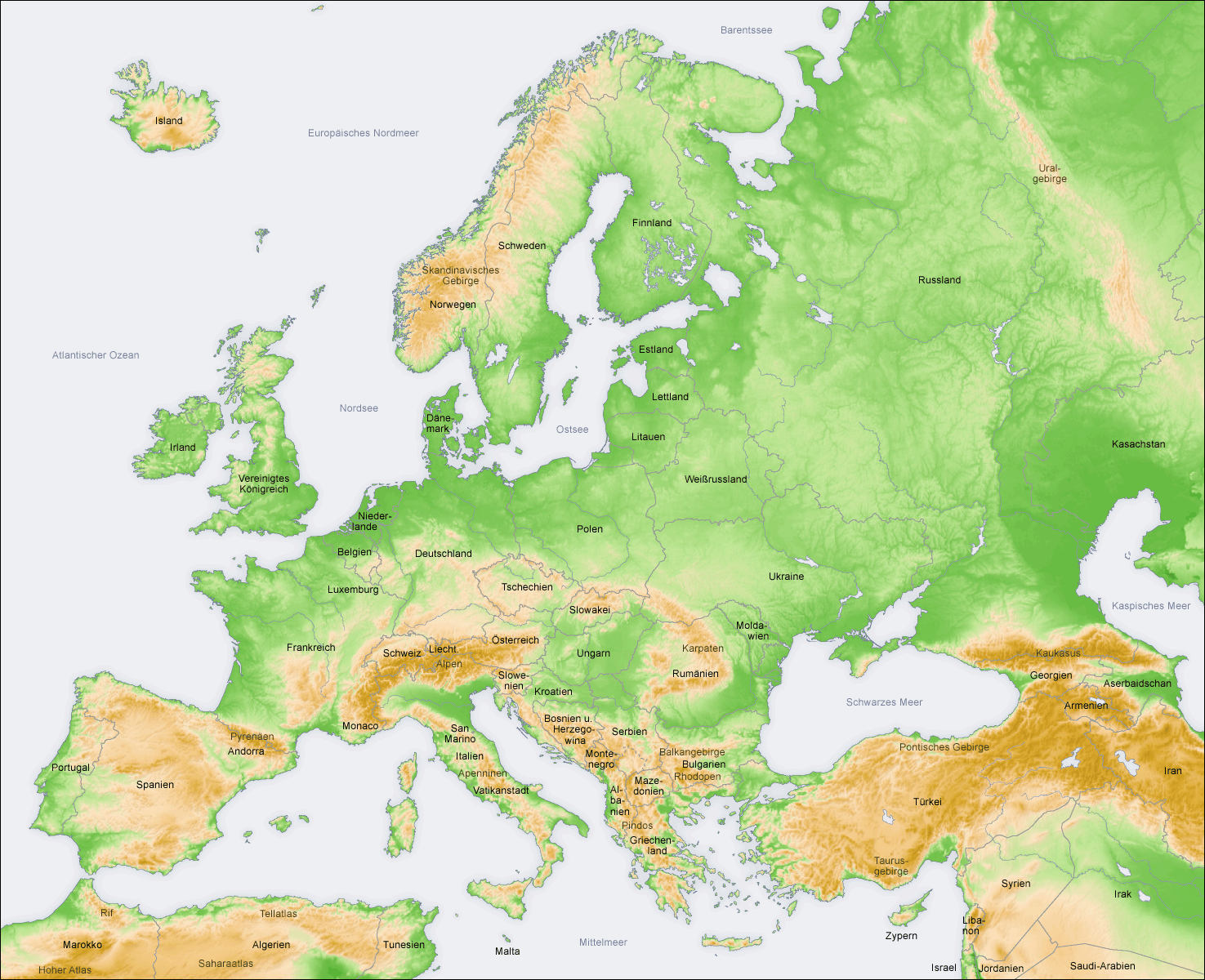
Topographie Europas

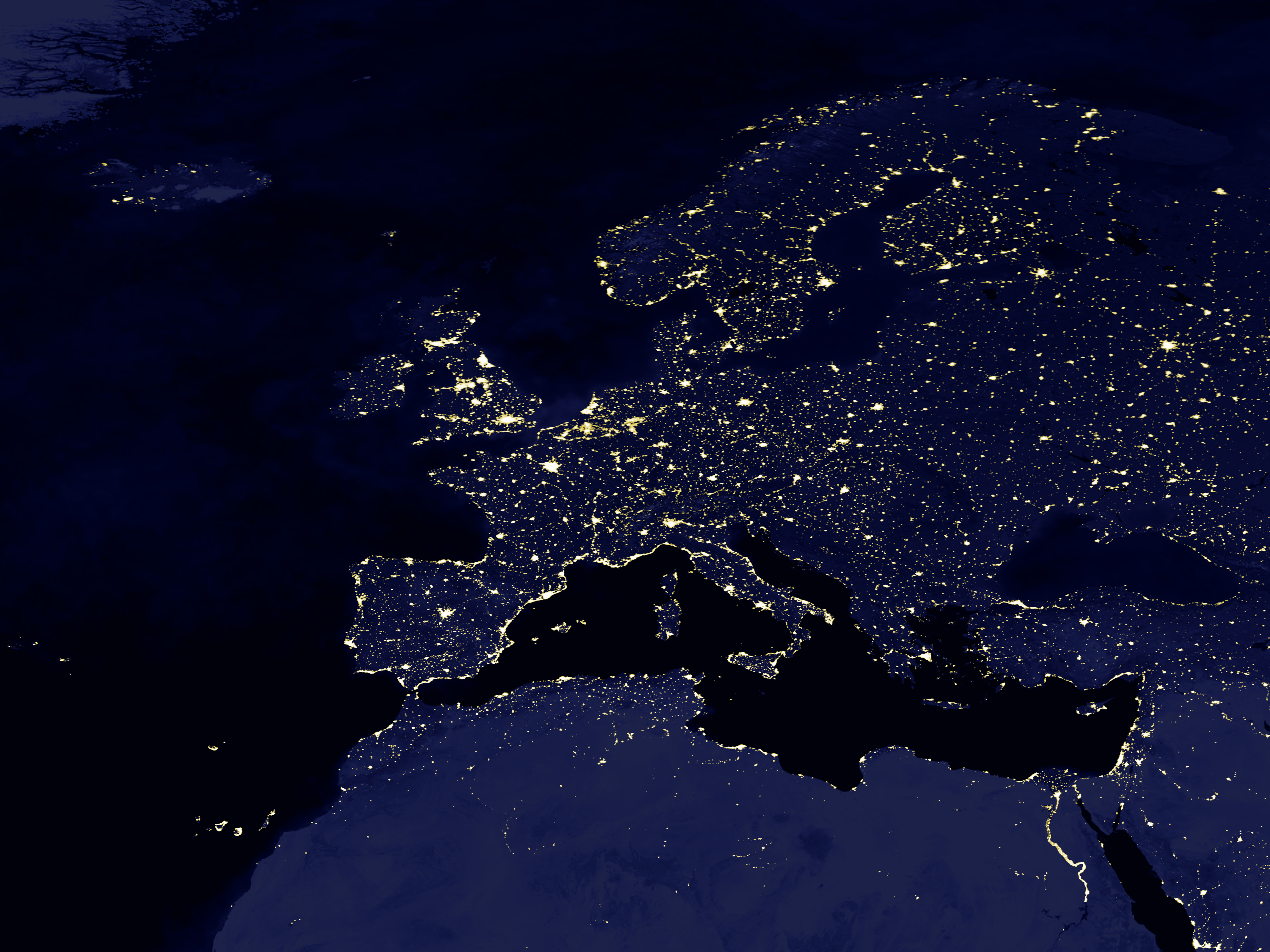
Europa bei Nacht

Europa ist geographisch der bis Island reichende westliche Teil der eurasischen Platte. Europa hat eine Landfläche von 10.532.000 km² und eine Küstenlänge von rund 117.000 km. Seine Nord-Süd-Ausdehnung beträgt inkl. Inseln etwa 3900 Kilometer zwischen dem 35. (Kreta, Griechenland) und dem 71. (Nordkinn, Norwegen) Grad nördlicher Breite. Von Ost nach West erstreckt sich die Landmasse Europas vom Uralgebirge in Russland bis zur Atlantikküste Portugals, was etwa 6000 Kilometer West-Ost-Ausdehnung bedeutet. Der baltische Schild enthält den ältesten Teil Europas.

## Geologie
Die Geologie Europas weist eine große Vielfalt an Strukturen und Gesteinen auf. Die Erdgeschichte Europas gibt mit Sedimentbecken, rezenten Gebirgen, Überresten alter Gebirge, Konsequenzen aus dem Werden und Vergehen von Ozeanen, dem Kommen und Gehen von Eiszeiten sowie aktiven und passiven Vulkanzonen einen repräsentativen Ausschnitt über wesentliche Entwicklungen der historischen Geologie.

### Tektonik und geologische Prozesse

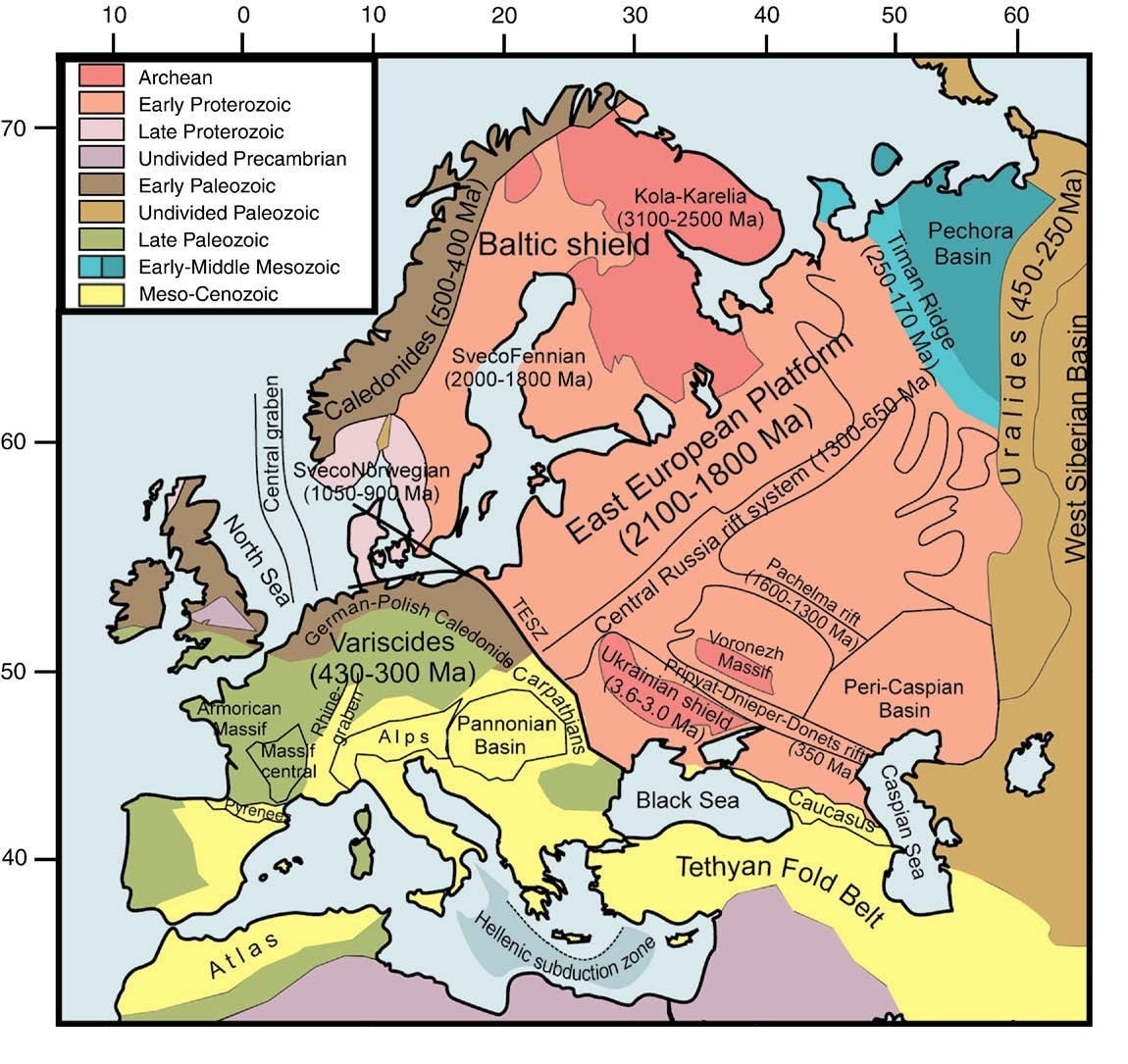
Vereinfachte tektonische Karte Europas, mit dem Baltischen Schild und der Osteuropäischen Plattform abgegrenzt von den europäischen Gebirgsgürteln (kaledonisch; variszisch; alpidisch) durch die Transeuropäische Suturzone (TESZ)

Das präkambrische Nordosteuropa besteht aus Resten der Kontinente Baltica im Osten und Laurentia im Nordwesten sowie dem südwestlich davon liegenden Kleinkontinent Ost-Avalonia.
Das kaledonische Europa in Teilen Großbritanniens und Skandinaviens entstand im Zeitraum vom Ordovizium bis zum Devon im Rahmen der Kaledonischen Gebirgsbildung.
Das variszische oder herzynische Europa resultiert aus der Variszischen Gebirgsbildung der zahlreichen Mittelgebirge, der Entstehung des Urals sowie der Nordsee zwischen Devon und Perm.
Das Alpeneuropa bildet sich ursprünglich vom Jura ausgehend, indem sich unter Bildung des Tethysmeeres die europäische Platte und die afrikanische Platte zunächst trennen, um dann ab dem Tertiär wieder zu kollidieren, was im Rahmen der alpidischen Gebirgsbildung zur Entstehung u. a. von Pyrenäen, Alpen und Karpaten führt. Das Mittelmeer bildet sich, schließt sich zeitweise zum Teil wieder; im östlichen Teil des Mittelmeeres setzt sich bis heute die Entwicklung fort, die Kollisionszone ist durch Vulkanismus im äolischen und im Kykladenbogen geprägt. Westeuropa wird vom Rhein-Rhone-Graben (siehe Westeuropäisches Riftsystem) durchdrungen.
Im Quartär erfolgen schließlich durch die Kaltzeiten und Gletscherzonen zahlreiche Umformungen der betreffenden Landstriche. Zwischen der skandinavischen und der alpinen Gletscherzone besteht zeitweise eine Mammutsteppe. Die infolge der Eiszeiten entstehende Löss-Zone von der Picardie bis zur Ukraine wird später zu einer der Hauptachsen der Urbanisierung Europas.

## Physische Geographie

### Topographische Beschreibung

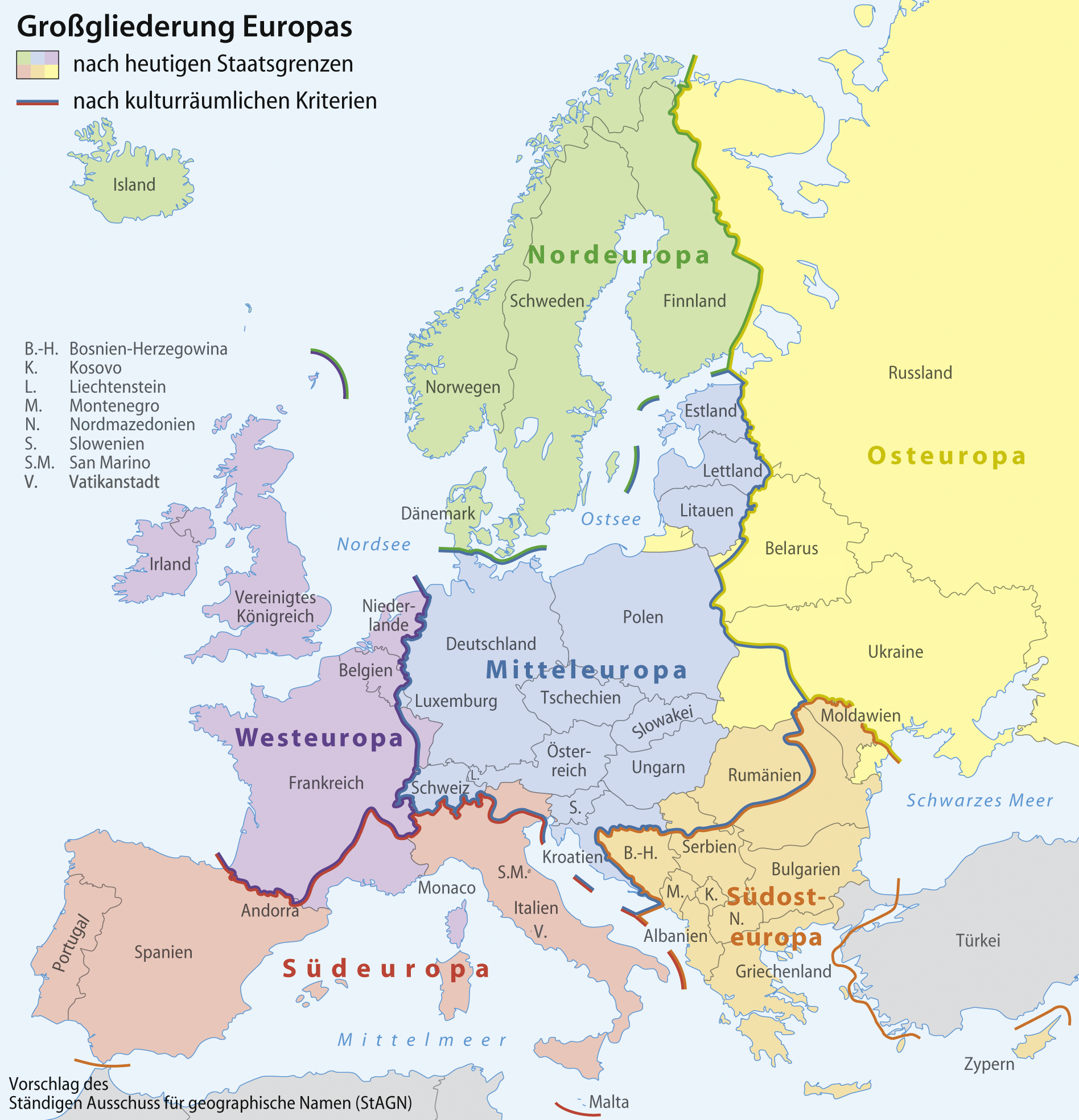
Vorschlag des Ständigen Ausschusses für geographische Namen zur Abgrenzung europäischer Regionen

Insgesamt ist Europa stark zergliedert, wodurch es von allen Kontinenten das größte Verhältnis von Küstenlänge zur Fläche hat. Es beinhaltet einige größere Halbinseln wie die Iberische Halbinsel, die Apenninhalbinsel, die Skandinavische Halbinsel und die Balkanhalbinsel, sowie viele weitere, kleinere Halbinseln wie die Kimbrische Halbinsel. Außerdem gibt es noch eine Vielzahl von Inseln; die größten sind die Britischen Inseln, Island, Sizilien und Sardinien.
Im Norden grenzt Europa an einzelne Randmeere des Nordpolarmeeres wie die Barentssee und das Europäische Nordmeer. Obwohl sich die Nebenmeere Nord- und Ostsee streng genommen innerhalb des Kontinents befinden, wird die Nordsee auch als seewärtige Grenze angesehen. Im Südosten grenzt Europa an das Kaspische Meer, im Süden an das Schwarze Meer und an das Mittelmeer, und im Westen an den Atlantischen Ozean.
Der höchste Punkt des Kontinents liegt nach der üblichen Definition der „Grenzen“ Europas in den Alpen zwischen Frankreich und Italien (Mont Blanc – 4810 Meter). Weniger anerkannt ist es, den nördlichen Kaukasus in Russland zu Europa zu zählen. Dann wäre der Elbrus mit 5642 m die höchste Erhebung des Kontinents. Der niedrigste Punkt Europas liegt mit 28 Metern unter dem Meeresspiegel an der Nordküste des Kaspischen Meeres. Im westlichen Europa liegt die niederländische Gemeinde Nieuwerkerk aan den IJssel knapp 7 Meter unter dem Meeresspiegel.
Die topographische Gliederung Europas erfolgt entsprechend einem Vorschlag des Ständigen Ausschusses für geographische Namen. Eine alternative Gliederung ist beispielsweise die der UN-Behörde UNSD, die Europa in Nordeuropa, Westeuropa, Osteuropa und Südeuropa unterteilt.
Siehe auch: Mittelpunkt Europas

#### Nordeuropa
Das Skandinavische Gebirge ist das größte Gebirge Nordeuropas. Es gibt dort große Gletscher wie den Jostedalsbreen, den Svartisen oder den Folgefonna. Im Süden Finnlands gibt es ein System von Endmoränen, die Salpausselkä-Moränen und die Suomenselkä-Moränen, die zwar keine hundert Meter hoch, aber mehrere hundert Kilometer lang sind. Die Inselgruppe Spitzbergen und die Insel Island im Nordatlantik sind vom Meeresgrund aus hoch aufragende Gebirge. Auf Island ist der größte Gletscher Europas, der Vatnajökull, zu finden, wo auch der größte Vulkan der Insel, der Hvannadalshnúkur, ist. Das isländische Hochland ist der innere Teil Islands, es ist dort sehr trocken, windig und fast menschenleer. Gebirge gibt es in Dänemark nicht, die höchste Erhebung ist eine Endmoräne, die die Halbinsel Jütland in Nord-Süd-Richtung durchzieht und bei Møllehøj gipfelt. Sie ist der westliche Endpunkt des baltischen Landrückens.
Vor der Südwestküste Finnlands liegt in der Ostsee die Inselgruppe Åland und das Schärenmeer, welches aus 20.000 bis 50.000 meist kleinen Felsen besteht. Auch vor der Atlantikküste Norwegens finden sich etwa 150.000 kleine und kleinste Inseln. Vor der Südostküste Schwedens liegen die großen Inseln Öland und Gotland. Etwa ein Drittel des Staatsgebietes von Dänemark besteht aus Inseln, die größten sind Seeland, die Nordjütische Insel und Fünen.
Große Seen in Skandinavien sind die im Süden von Schweden gelegenen Seen Vänern, Vättern und Mälaren. Der Vänern und der Vättern bilden zusammen mit dem Trollhätte-Kanal und dem Göta-Kanal eine Wasserstraße quer durch Schweden von der Nordsee bis zur Ostsee. Das Gebiet wird als mittelschwedische Senke bezeichnet und es ist dank der äußerst fruchtbaren Böden das landwirtschaftliche Zentrum Schwedens. Die größten Seen der Finnischen Seenplatte sind der Saimaa und der Päijänne, der größte See im finnischen Teil Lapplands ist der Inarijärvi. Große Fjorde an der Atlantikküste sind der Sognefjord, der Hardangerfjord und der Trondheimfjord, große Flüsse in Nordeuropa sind der Glomma, der Kemijoki, der Paatsjoki und der Gudenå.
| - Flüsse in Finnland - Flüsse in Island - Flüsse in Norwegen - Flüsse in Schweden | - Seen in Dänemark - Seen in Island - Seen in Norwegen - Seen auf den Färöern - Seen in Finnland - Fjorde Islands | - Dänische Inseln - Isländische Inseln - Färöische Inseln und Holme - Norwegische Inseln - Schwedische Inseln | - Berge auf den Färöern - Berge in Finnland - Berge in Norwegen - Norwegische Gletscher - Berge in Island |

#### Westeuropa
Die großen Gebirge in Westeuropa sind in Frankreich das Zentralmassiv, die nördlichen Pyrenäen, der französische Jura und die Westalpen. In den französischen Alpen gibt es mehrere Gletscher, beispielsweise das Mer de Glace und der Glacier des Bossons. Nicht ganz so hohe Gebirge sind die Vogesen und die in Frankreich, Belgien und Luxemburg liegenden Ardennen. Gebirge auf den Britischen Inseln sind die Pennines, die Südenglische Kreideformation, der Lake District, die Grampian Mountains, die Northwest Highlands, die Cheviot Hills, die Cambrian Mountains, die Mourne Mountains, die Macgillycuddy’s Reeks und die Wicklow Mountains. An der französischen Atlantikküste findet sich die höchste Düne Europas, die Dune du Pyla.
Große Flüsse sind die Loire, die Seine, die Garonne, die Rhone, die Maas, der Rhein, die Schelde, der Shannon, der Severn, die Themse und der Trent.
Die größten Seen sind der Windermere, der Lough Neagh, der Lough Corrib, Teile des Genfersees, das IJsselmeer und das Markermeer.
| - Flüsse in Frankreich - Flüsse in Luxemburg - Flüsse im Vereinigten Königreich | - Seen in Frankreich - Seen im Vereinigten Königreich | - Britische Inseln - Französische Inseln - Niederländische Inseln | - Berge in Belgien - Berge in Frankreich - Berge in Irland - Berge in den Niederlanden - Berge im Vereinigten Königreich |

#### Mitteleuropa
Große Gebirge in Mitteleuropa sind die Alpen, die deutsche Mittelgebirgsschwelle, die Sudeten und in Ostmitteleuropa Teile des Dinarischen Gebirges und der Karpaten. Der Baltische Landrücken ist ebenfalls groß, aber nicht sehr hoch.
Der längste Fluss ist die Donau, die die erste Hälfte ihres Weges durch Mitteleuropa fließt. Die großen Nebenflüsse der Donau sind der Inn, die March, die Drau, die Theiß und die Save. Weitere große Flüsse sind der Rhein, die Elbe mit den großen Nebenflüssen Moldau und Saale, die Oder mit dem Nebenfluss Warthe, sowie die Weichsel und die Gauja.
Große Seen sind der Plattensee, Teile des Genfersee, der Bodensee, der Neusiedler See, Teile des Peipussee, der Võrtsjärv, der Neuenburgersee
| - Flüsse in Deutschland - Flüsse in Estland - Flüsse in Lettland - Flüsse in Österreich - Flüsse in der Schweiz - Flüsse in der Slowakei - Flüsse in Tschechien | - Seen in Deutschland - Seen in Estland - Seen in Lettland - Seen in Österreich - Seen in Polen - Seen in der Schweiz | - Deutsche Inseln - Estnische Inseln - Kroatische Inseln - Polnische Inseln - Schweizer Inseln | - Gebirge in Deutschland - Berge in Kroatien - Berge in Österreich - Berge in der Schweiz - Schweizer Gletscher - Berge in der Slowakei - Berge in Slowenien |

#### Osteuropa
Das Oberflächenrelief Osteuropas ist in großen Teilen der Osteuropäischen Ebene eben bis wellig. Gebirgig sind besonders die Halbinseln Krim mit dem Krimgebirge und Kola mit den Chibinen. An der Grenze zu Asien befinden sich der Ural und der Kaukasus (sofern der Grenzverlauf durch dieses Gebirge gezogen wird).
Unter den russischen Inseln ragt besonders die große Doppelinsel Nowaja Semlja am Ostrand der Barentssee heraus.
Große Seen in Nordosteuropa sind der Ladogasee, der Onegasee, der Ilmensee und der Peipussee, der sowohl in Estland als auch in Russland liegt. Große Stauseen sind der Kuibyschewer Stausee, der Rybinsker Stausee, der Zimljansker Stausee, der Krementschuker Stausee, der Kachowkaer Stausee, der Saratower Stausee, der Nischni Nowgoroder Stausee.
Große Flüsse der osteuropäischen Ebene sind die Düna, die Memel, der Südliche Bug und der Dnepr mit den großen Nebenflüssen Sosch, Bjaresina, Prypjat und seinen Nebenflüssen Horyn, Desna, Psel und Inhulez; ebenfalls der Don mit den großen Nebenflüssen Chopjor, Medwediza und Siwerskyj Donez. Durch die osteuropäische Ebene fließt auch die Wolga mit ihren großen Nebenflüssen Sura, Wetluga, Samara, Großer Irgis, Oka, Kama und ihren Nebenflüssen Belaja und Wjatka. Weitere große Flüsse Osteuropas sind der Bug, der Dnister, die Petschora und der Ural.
| - Flüsse in Belarus - Flüsse in der Ukraine | - Stauseen in der Ukraine | - Inseln in der Ukraine | ... |

#### Südeuropa
In Südeuropa sind die großen Gebirge auf der Iberischen Halbinsel die Pyrenäen, die Sierra Nevada und die Hochebene der Meseta, die im Norden vom Kantabrischen Gebirge und im Süden von der Sierra Morena begrenzt wird. In Italien liegen Teile der Alpen, auf der Apenninhalbinsel und im Norden der Insel Sizilien gibt es den Apennin und ausschließlich in Sizilien die Monti Iblei, den Monti Erei und den Monti Sicani. Der Ätna auf Sizilien und die benachbarten Liparischen Inseln sind Vulkane oder vulkanischen Ursprungs. Ein weiterer Vulkan ist der Vesuv, der genau wie beispielsweise die erloschenen Vulkane Monte Amiata und Monte Vulture auf dem europäischen Festland liegt. Auf der Insel Sardinien ist der Gennargentu und auf der Insel Korsika das Cinto-Massiv das höchste Gebirge. In den Pyrenäen finden sich noch einige Gletscher, beispielsweise beim Aneto, etliche Gletscher gibt es in den italienischen Alpen, beispielsweise der Ghiacciaio del Miage oder der Langtauferer Ferner, und in den Apennin, wo der südlichste Gletscher Europas ist, liegt der Calderone-Gletscher.
Große Flüsse auf der Iberischen Halbinsel sind der Tajo, der Ebro, der Duero, der Guadiana, der Guadalquivir und der Júcar. Die großen Flüsse Italiens sind der Po, der die Po-Ebene durchfließt, die Etsch und der Tiber.
Große Seen sind der Gardasee und der Lago Maggiore, ein großer Stausee ist der Alqueva-Stausee.
| - Flüsse in Italien - Flüsse in Spanien | - Seen in Italien | - Italienische Inseln - Spanische Inseln | - Berge in Andorra - Berge in Italien - Berge in Spanien |

#### Südosteuropa
In Südosteuropa sind die größten Gebirge das Dinarische Gebirge, die Karpaten, das Balkangebirge, das Rila-Gebirge, die Rhodopen, das Pirin-Gebirge, der Strandscha, das Pindos-Gebirge und das Taygetos-Gebirge. Die Ägäischen Inseln sind genau wie das Pindos-Gebirge und das Taurusgebirge in Vorderasien im Zuge der alpiden Gebirgsbildung entstanden. Die Inseln sind bergig und zum Teil auch groß genug, um bewohnt zu sein. Einige der Inseln und Halbinseln in der südlichen Ägäis haben Vulkane (Ägäischer Inselbogen), wie z. B. Methana, Ägina, Poros, Milos, Santorin (siehe auch: Minoische Eruption), Nea Kameni, Kos, Gyali, und Nisyros. Die Ägäis wird im Süden durch die Insel Kreta abgeschlossen, wo es das Psiloritis-Massiv, die Lefka Ori und das Dikti-Gebirge gibt.
Der längste Fluss ist die Donau, die die zweite Hälfte ihres Weges durch Südosteuropa fließt. Ihre großen Nebenflüsse sind die Save, der Olt, der Sereth und der Pruth. Weitere große Flüsse sind die Mariza und der Mureș, ein Nebenfluss der Theiß.
Große Seen sind der Skutarisee, der Ohridsee und der Prespasee.
| - Flüsse in Albanien - Flüsse in Bosnien und Herzegowina - Flüsse in Bulgarien - Flüsse in Griechenland - Flüsse in Rumänien | - Seen in Albanien - Seen in Bulgarien - Seen in Griechenland - Seen in Montenegro | - Bulgarische Inseln - Griechische Inseln - Inseln in Montenegro | - Berge in Albanien - Berge in Bosnien und Herzegowina - Berge in Bulgarien - Berge in Griechenland - Berge im Kosovo - Berge in Montenegro - Berge in Rumänien - Berge in Serbien |

### Größe, Grenzen und Lage
Europa besitzt keine klar zu ziehenden geographischen oder kulturellen Grenzen. Deshalb ist die Frage, wo Europa beginnt und wo es endet, immer auch eine Frage der Interpretation, die letztlich durch gesellschaftliche Übereinkunft beantwortet wird.

#### Größe
Europa ist mit rund 10 Millionen km² der zweitkleinste Kontinent. Europa hat eine Ausdehnung von rund 4000 km von Nord nach Süd und 5000 km von Ost nach West.

#### Grenzen

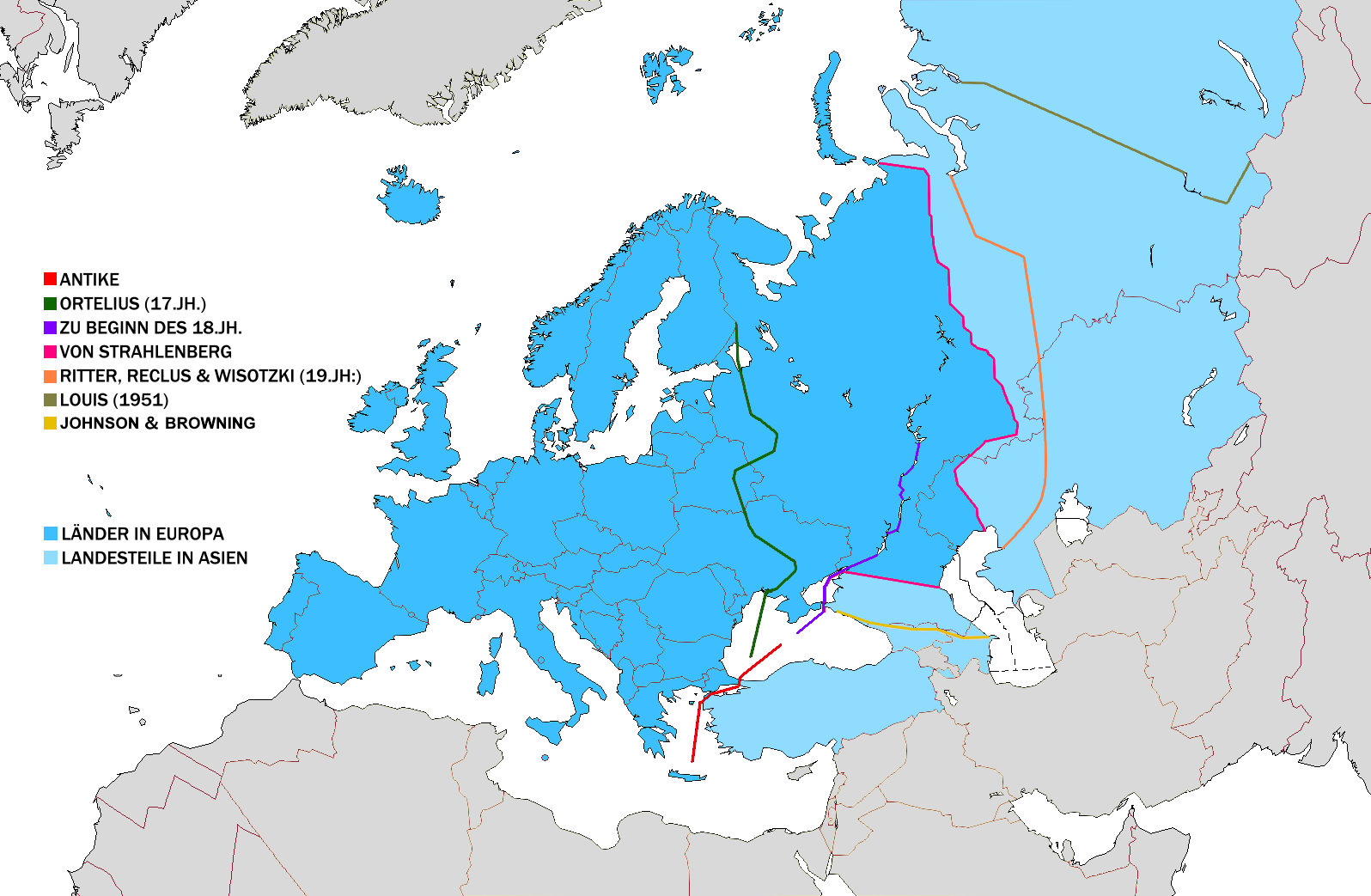
Verschiedene historische Grenzziehungen für die Europa-Asien-Grenze

Die europäischen Grenzen bilden im Süden das Mittelmeer bis zur Straße von Gibraltar, im Westen der Atlantik (wobei die Grenze zu Nordamerika zwischen Island und Grönland gezogen wird), im Norden das Europäische Nordmeer und im Südosten das Kaspische und Schwarze Meer sowie der Bosporus.
Es gibt keine allgemein anerkannte und unumstrittene Definition der Grenze zwischen Europa und Asien. Vielmehr folgte die Grenzfestlegung wechselnden historischen und weltanschaulichen Kriterien und war daher im Lauf der Zeit immer wieder Änderungen unterworfen. Heutzutage wird als „Grenze“ das Uralgebirge, der Uralfluss, das Kaspische Meer, das Schwarze Meer, der Bosporus, das Marmarameer und die Dardanellen angesehen. Umstritten ist insbesondere der Bereich zwischen Kaspischem Meer und Schwarzem Meer. Die Diskussion geht darum, ob der Hauptkamm des Kaukasus, die Südgrenze der Osteuropäischen Ebene oder die Manytschniederung als Grenze dient (die einst als Meeresstraße das Kaspische Meer mit dem Schwarzen Meer verband). Nicht eindeutig ist auch die Abgrenzung in der Ägäis. Gemeinhin wird hier die politische Grenze zwischen Griechenland und der Türkei mit der Grenze zwischen Europa und Asien gleichgesetzt, die in ihrer jetzigen Form seit 1923/47 besteht.
Siehe auch: Eurasien

#### Ausdehnung

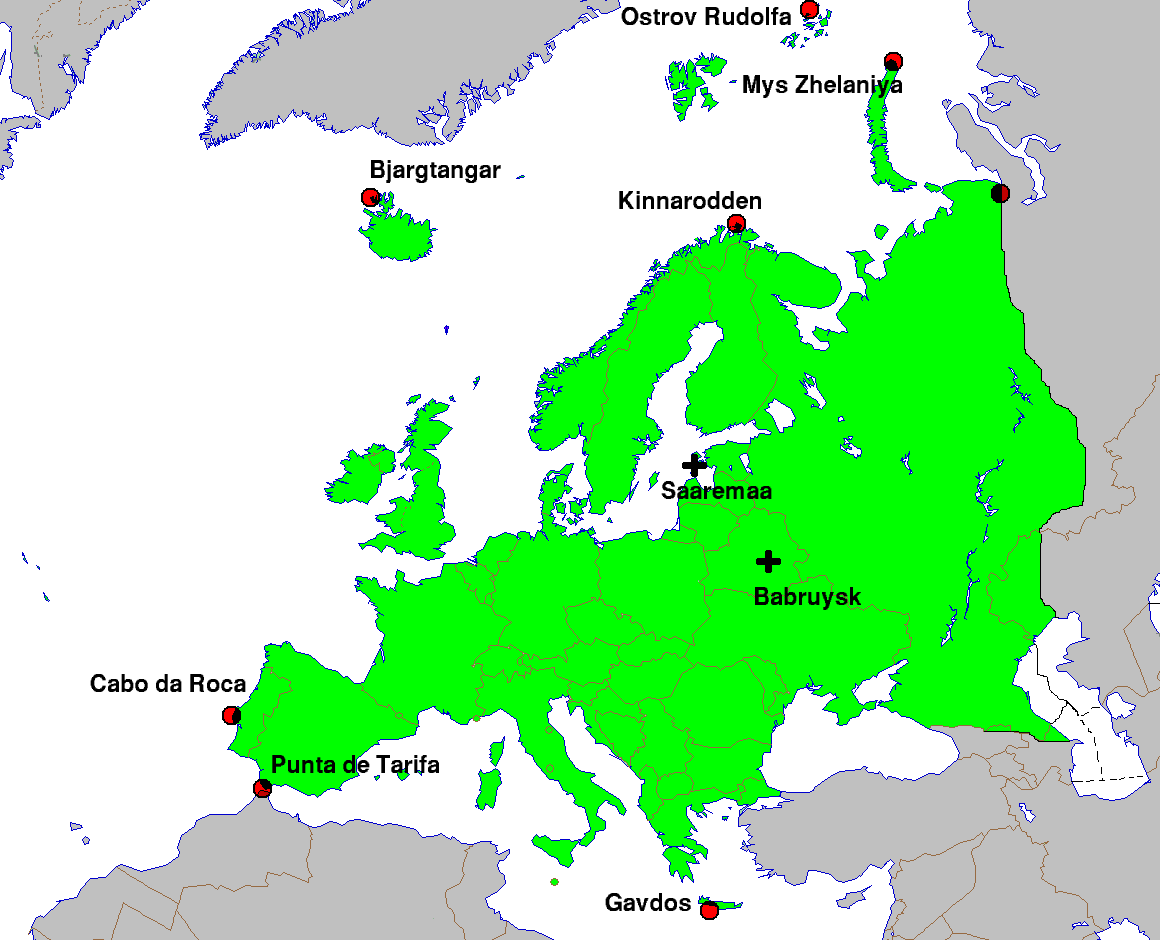
Mögliche geographische Extrempunkte Europas

Der westlichste Punkt Europas liegt auf der portugiesischen Felseninsel Monchique bei Flores (Azoren) mit etwa 39° 27′ 0″ N, 31° 16′ 0″ W, auf dem Festland ist es der Cabo da Roca in Portugal mit 38° 46′ 51,4″ N, 9° 30′ 2,9″ W.
Der östlichste Punkt ist Kap Olenij mit etwa 76° 20′ 0″ N, 66° 58′ 0″ O im Norden der russischen Insel Nowaja Semlja, auf dem Festland erreicht das Uralgebirge in seinem nördlichen Teil den 67. östlichen Längengrad.

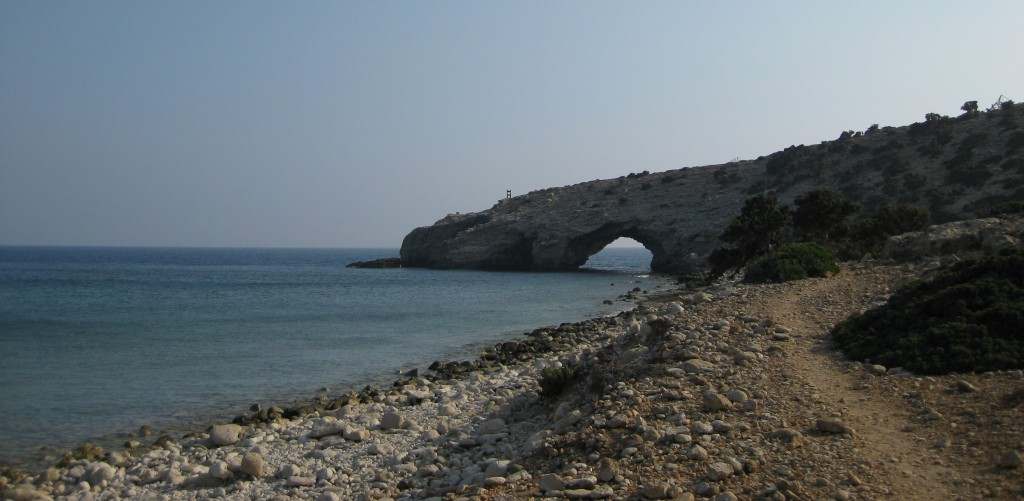
Der südlichste Punkt Europas: Kap Tripiti auf Gavdos

Nördlichster Punkt ist Kap Fligely mit 81° 50′ 35″ N, 59° 14′ 22″ O
auf der russischen Inselgruppe Franz-Josef-Land, die allerdings gelegentlich zu Asien gezählt wird. Unstrittig zu Europa gerechnet wird die norwegische Inselgruppe Spitzbergen, deren nördlichste Insel Rossøya bis 80° 49′ 44,4″ N, 20° 20′ 32,3″ O reicht. Auf dem Festland hat das Kap Kinnarodden auf der Halbinsel Nordkinn in Norwegen die Koordinaten 71° 8′ 2″ N, 27° 39′ 0″ O.
Der südlichste Punkt ist Kap Tripiti auf der griechischen Insel Gavdos mit 34° 48′ 0″ N, 24° 7′ 0″ O, auf dem Festland ist die Punta de Tarifa in Spanien mit 36° 0′ 24″ N, 5° 36′ 29″ W der südlichste Punkt.
Der geografische Mittelpunkt Europas liegt nach einer Berechnung des nationalen Geografieinstituts Frankreichs von 1989 im Dorf Purnuškės etwas nördlich von Vilnius in Litauen mit den Koordinaten 54° 54′ 0″ N, 25° 19′ 0″ O.

### Berge und Vulkane

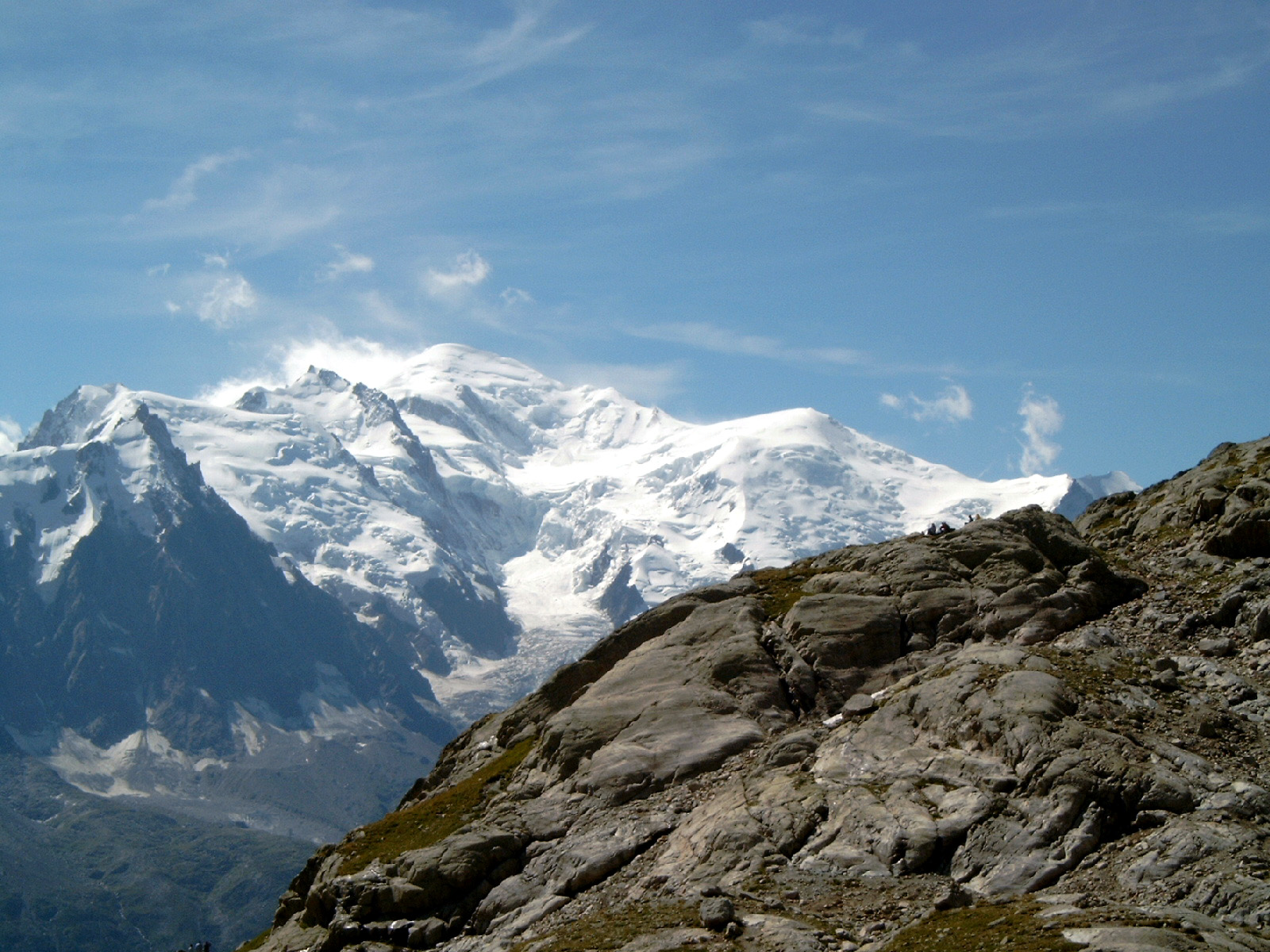
Mont Blanc in den Westalpen

Aufgrund der plattentektonischen Verschiebungen entstanden in Europa eine Vielzahl von Gebirgen. Die wichtigsten sind unter anderem der Kaukasus*, der Ural, die Alpen, die Pyrenäen, der Apennin und die Karpaten. Hier ein Überblick über die höchsten Berge:
1. Elbrus* (5642 m), Russland, Kaukasus
2. Dychtau* (5203 m), Russland, Kaukasus
3. Schchara* (5200 m), Russland/Georgien, Kaukasus
4. Koshtan Tau* (5150 m), Russland, Kaukasus
5. Dzhangi Tau* (5051 m), Russland/Georgien, Kaukasus
6. Kasbek* (5033 m), Russland/Georgien, Kaukasus
7. Katyn* (4974 m), Russland, Kaukasus
8. Gestola* (4974 m), Russland, Kaukasus
9. Mont Blanc (4805 m, mit Eiskappe), Grenze Frankreich-Italien, Alpen
10. Dzhimara* (4780 m), Russland/Georgien, Kaukasus
11. Uschba* (4737 m), Georgien, Kaukasus
12. Uilpata* (4648 m), Russland, Kaukasus
13. Dufourspitze (4634 m, Monte-Rosa-Massiv), Grenze Schweiz-Italien, Alpen
14. Dom (4546 m), Schweiz, Alpen
15. Lyskamm (4532 m), Grenze Schweiz-Italien, Alpen
16. Weisshorn (4505 m), Schweiz, Alpen
17. Matterhorn (4478 m), Grenze Schweiz-Italien, Alpen

 * umstritten, weil die innereurasische Grenze unterschiedlich festgelegt wird

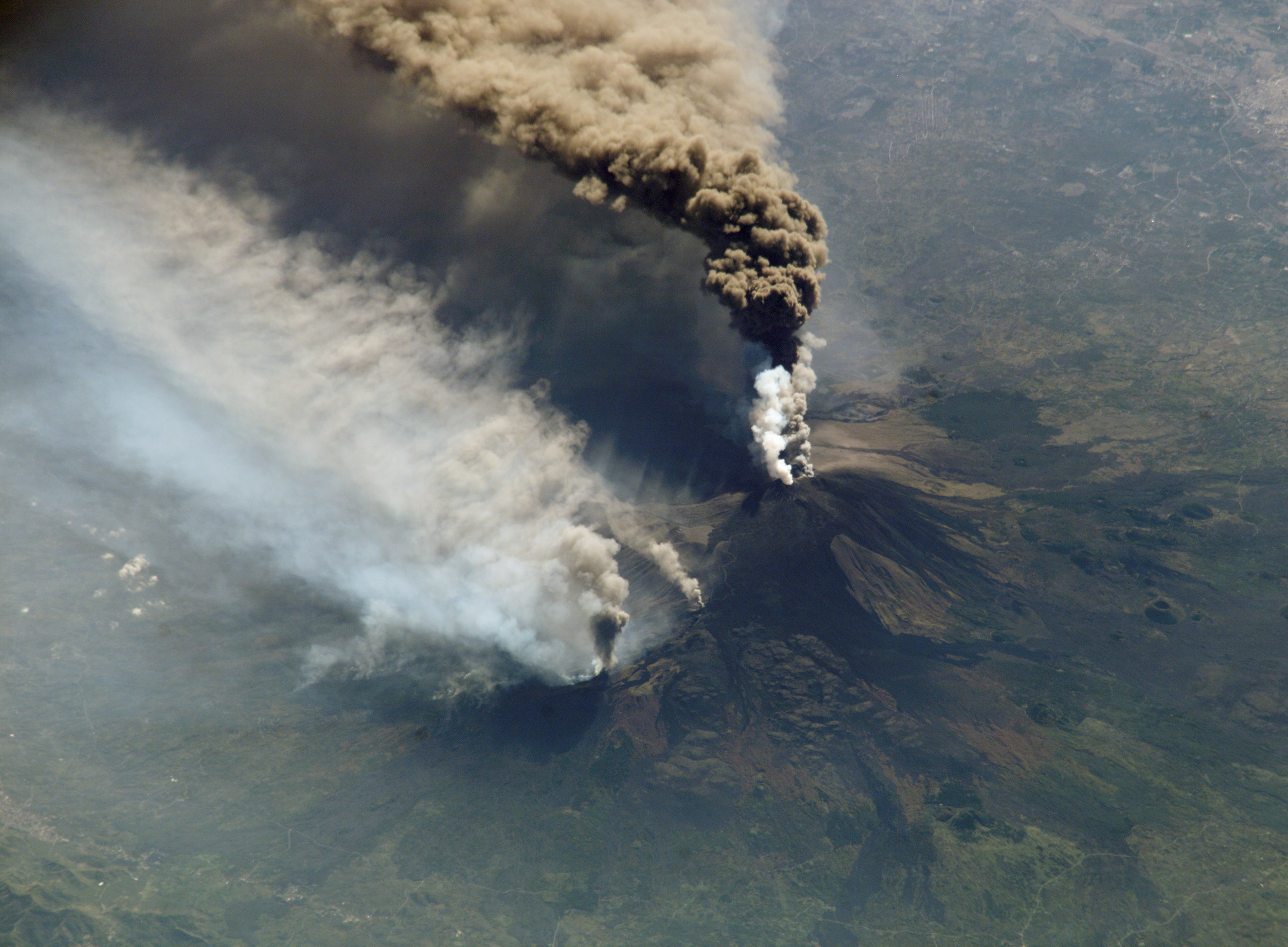
Eruption des Ätnas im Jahre 2002

Durch die Bewegung der Erdplatten gibt es in Europa besonders an der eurasischen Plattengrenze zahlreiche Vulkane. Die bekanntesten hier im Überblick:
1. Ätna (veränderlich um 3370–3400 m), Sizilien, Italien
2. Ponta do Pico (2351 m), Azoren, Portugal
3. Beerenberg (2277 m), Jan Mayen, Norwegen
4. Hvannadalshnúkur (2119 m, unter dem Vatnajökull), Island
5. Grímsvötn (1725 m, unter dem Vatnajökull), Island
6. Herðubreið (1682 m), Island
7. Hekla (1491 m), Island
8. Vesuv (ca. 1200 m), Italien
9. Cabeço Gordo (1043 m), Azoren, Portugal
10. Stromboli (ca. 926 m), Italien
11. Santorin (Σαντορίνη) (575 m), Griechenland

### Flüsse

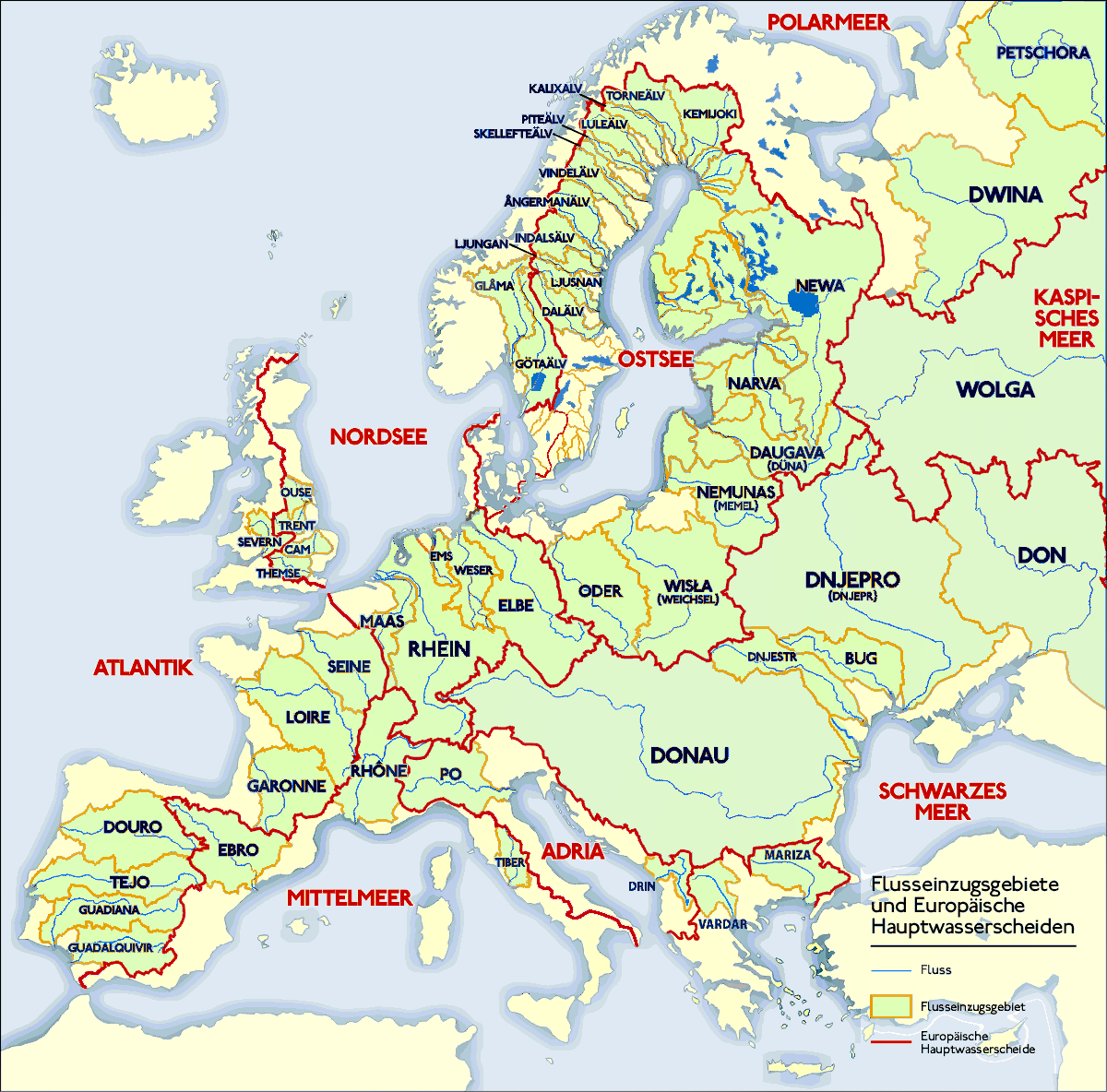
Europäische Flusseinzugsgebiete und Hauptwasserscheiden

| 1. Wolga (3531 km) 2. Donau (2811 km bzw. 2857 km) 3. Ural (2428 km) 4. Dnepr (2285 km) 5. Don (1870 km) 6. Petschora (1809 km) 7. Kama (1805 km) 8. Oka (1500 km) 9. Belaja (1430 km) 10. Dnister (1352 km) | 11. Wjatka (1314 km) 12. Rhein (1236 km) 13. Desna (1130 km) 14. Elbe (1094 km) 15. Siwerskyj Donez (1053 km) 16. Weichsel (1047 km) 17. Düna (1020 km) 18. Loire (1020 km) 19. Chopjor (1010 km) 20. Tajo (1007 km) |

### Seen
Die fünf größten Seen Europas sind:
1. Ladogasee 18.390 km² (mit Inseln)
2. Onegasee 9616 km²
3. Vänern 5650 km²
4. Saimaasee 4400 km² (als Seensystem)
5. Peipussee 3555 km²

### Fjorde
Liste von Fjorden

### Klima- und Vegetationszonen

Karte zur Biogeografie Europas

Überwiegend liegt Europa in der gemäßigten Klimazone. Dabei nehmen von West nach Ost maritime Einflüsse ab und das Klima ist zunehmend kontinental geprägt, d. h. die Temperaturunterschiede zwischen den Jahreszeiten werden größer und die Niederschlagsmenge geringer. Der Norden Europas ist der kaltgemäßigten und am nördlichen Rand der polaren Klimazone zuzurechnen; der Einfluss des Golfstroms ist schwächer als in Island oder Norwegen. West-, Mittel- und Osteuropa liegt weitestgehend in der kühlgemäßigten Klimazone. Im Süden herrscht mit dem Mittelmeerklima bereits ein subtropisches Klima vor. Die Sommer sind heiß und trocken, die Winter mild und niederschlagsreich.
Die natürliche Vegetation Europas ist von einem Landschaftsraum mit vorwiegend borealer Nadelwaldvegetation im Norden (vor allem Nordwest-Russland, Finnland und Schweden), sommergrünem Laub- und Mischwald in den zentralen Breiten (z. B. Deutschland und Vereinigtes Königreich), der im Osten in Hochgrassteppe übergeht und subtropisch-mediterranem Hartlaubwald bzw. -gebüsch im Süden (vor allem Spanien, Italien und Griechenland) geprägt.

## Humangeographie

### Verkehrsgeographie
Die Europäische Union entwickelt für den Straßen- und Schienenverkehr ein europäisches Netz, das Transeuropäische Verkehrsnetz und die Paneuropäischen Verkehrskorridore. Für den Schiffsverkehr gibt es seit Juli 2003 das EU-Förderprogramm Marco Polo, das unter anderem Meeresautobahnen vorsieht.
Die UN verfolgt das Programm Trans-Asian Railway, bei dem das Eisenbahnnetz für Güterverkehr zwischen Asien und Europa verbessert werden soll. Beispielsweise soll der Nord-Süd-Korridor von Nordeuropa, über das Kaspische Meer, bis zum Persischen Golf und der Nord-Korridor von Mitteleuropa bis in die VR China und Südkorea führen (ab Januar 2009 wird der Trans Eurasia Express die Verbindung China-Deutschland bedienen).